# 韦后之乱
韋后之乱是指唐中宗李顯之皇后韦氏，在中宗復辟之後的专权。
韦皇后被指控為重演武則天故事篡位稱帝，進而協同女兒安樂公主共謀弒君，毒死中宗。中宗死后，韦皇后立少帝為傀儡，以皇太后身份摄政，挾天子以令諸侯。唐少帝唐隆元年（710年），临淄王李隆基聯合太平公主發動兵變，杀韦太后、安乐公主等人，以李隆基之父李旦復辟为帝，即唐睿宗。

## 簡介
韦氏（？-710年），京兆万年（今陕西长安）人，唐中宗李顯之妻。
弘道元年（683年），高宗李治崩，太子李顯即位，是為中宗第一次即位。次年，立韦氏为皇后。同年，中宗因寵愛韋皇后，欲封韋皇后之父韋玄貞為侍中，中書令裴炎反對，中宗不滿，對裴炎說：「朕是皇帝，就是把天下送給韋玄真，也無不可。」裴炎密告武太后 ( 武则天 ) ，太后藉中宗君出戲言為由，废黜中宗為廬陵王（684年），迁于房州（今湖北房县），韦氏随行。韦氏族人流放岭南，四个弟弟都被当地人杀死。
後睿宗李旦即位，李顯一家人在房州克勤克儉，生女李裹兒 ( 後來的安樂公主 )，因物資缺乏，在裹兒出生時，李顯即時脫下上衣包裹為襁褓，故賜名裹兒。他們在房州歷經睿宗禪位、武則天稱帝、遷都洛陽等政局的變化，終於14年後（698年），武則天召李顯回京，並重立為太子，韋氏為太子妃，女裹兒為安樂郡主。
神龙元年（705年）革命，張柬之等人逼宮，武則天退位，扶持太子李顯復辟，韋氏亦復其后位，尊母親武則天為「聖神皇帝」。每临朝，韦后都要置幔坐在殿上，预闻政事。中宗任用曾为武则天掌文书的昭容上官婉儿為蘭台令史，主持撰述诏敕，以武三思为宰相。安樂郡主初長成，改封為安樂公主，嫁于武三思之子武崇訓。当时朝中形成一个以韦氏为首的武、韦专政集团。武三思通过韦后及其爱女安乐公主，诬陷并迫害拥戴中宗复位的张柬之、敬晖等功臣。中宗对揭发武、韦丑行的人处以极刑，武三思因而权倾人主，作威作福。
中宗的太子李重俊非韦氏所生，遭到韦后厌恶；安乐公主与其夫武崇训经常侮辱重俊。安樂公主亦受祖母武則天的影響，想當皇嗣 ( 皇太女 )，以其天生麗質為傲，大膽淫亂，廣納面首，並視重俊為眼中釘，呼之為奴，重俊地位更加危險。
神龙三年（708年）七月重俊與兵部尚書魏元忠通謀，聯合成王李千里、左羽林大將軍李多祚等，发动景龍之變，以少數羽林军斬殺了武三思与武崇训，又攻進宮城，谋诛韦后、安乐公主等，但因中宗親自心戰喊話，随从的羽林军倒戈，斬殺李多祚等將領，政变失败，重俊、千里等人皆死。中宗優柔寡斷，聽從韋皇后的說話，伐取李重俊的首級祭祀武三思父子。
此时武、韦集团权势依旧不减。内地水旱为灾，户口逃散，民不聊生。中宗却与韦后恣意淫乐，不理朝政，还处死上书告发韦氏乱政的人。
景龙四年（710年）中宗駕崩（多方顯示中宗為韋皇后與安樂公主所毒害，但未經證實），韦后立李重茂为帝，史称唐少帝，改元唐隆，韦后以皇太后身份临朝摄政，又任用韦氏子弟统领南北衙军队，并欲效法武则天，自居帝位。
相王李旦之子临淄王李隆基（后来的唐玄宗）与姑母太平公主（武则天之女）发动唐隆政变，以禁军攻入宫城，杀韦太后、安乐公主、上官婉儿及诸韦子弟。韦后之乱，至此结束。
事后，韦后被追贬为庶人，安乐公主被追贬为悖逆庶人，分别改以一品和二品礼葬。后李隆基与太平公主更迫韦后所立的少帝退位，迎回相王李旦復辟。

## 疑点
中宗被韦后毒杀一事《旧唐书》没有记载，只见于时间更往后的《新唐书》和《资治通鉴》，《旧唐书》只说人们怀疑是安乐公主与太医合谋毒死了唐中宗，并不确定，且韦后被李隆基杀死后虽被追废为庶人，仍以一品诰命夫人的待遇厚葬，不似弑君凶手之待遇。综上，《新唐书》和《资治通鉴》关于韦后毒死中宗一事的记载甚不严谨，有编造历史之嫌。